# كورت سفينسون (لاعب هوكي جليد)
كورت سفينسون هو لاعب هوكي جليد سويدي، ولد في 1940 في ستوكهولم في السويد.

## وصلات خارجية
- كورت سفينسون على موقع EliteProspects.com (الإنجليزية)